# Церковь Святого Карапета (Екатеринбург)
Церковь Святого Карапе́та (арм. Եկատերինբուրգի Սուրբ Կարապետ եկեղեցի) — храм Армянской апостольской церкви в городе Екатеринбурге, Свердловская область. Находится на улице Тверитина 54. Первый армянский храм на территории Уральского федерального округа. 
Церковь была заложена в 2005 году, планировалось завершить работы к концу 2006 года (объявленного годом Армении в России), однако строительство затянулось, и храм был завершён и освящён только 14 октября 2013 года. Строительство храма курировал губернатор Свердловской области Эдуард Россель.

## История
В Свердловской области живут около двух десятков тысяч армян, поэтому строительство храма являлось первоочередной задачей общины.
В ходе визита губернатора Свердловской области в Армению, у него состоялась встреча с Гарегином II, Католикосом всех армян, где губернатор Эдуард Россель пригласил Католикоса посетить Свердловскую область и побывать на освящении армянской церкви.
По согласованию со Святым Эчмиадзином церковь решено было освятить в честь Святого Иоанна Предтечи (Сурб Карапет). На торжественной закладке первого камня присутствовал глава Ново-Нахичеванской и Российской епархии Армянской апостольской Церкви Епископ Езрас (Нерсисян).

## Архитектурный стиль
Поскольку в суровом климате Урала южный камень может не прижиться, решено было произвести туфом, привезённым из Армении, только облицовку храма. Церковь Святого Карапета выполнена в традиционном армянском стиле V—VII веков, с использованием орнаментов позднего времени. Площадь церкви составляет 15×25 метров, высота — 33 метра. В проекте вместимость церкви рассчитана на 200 человек.

## Галерея

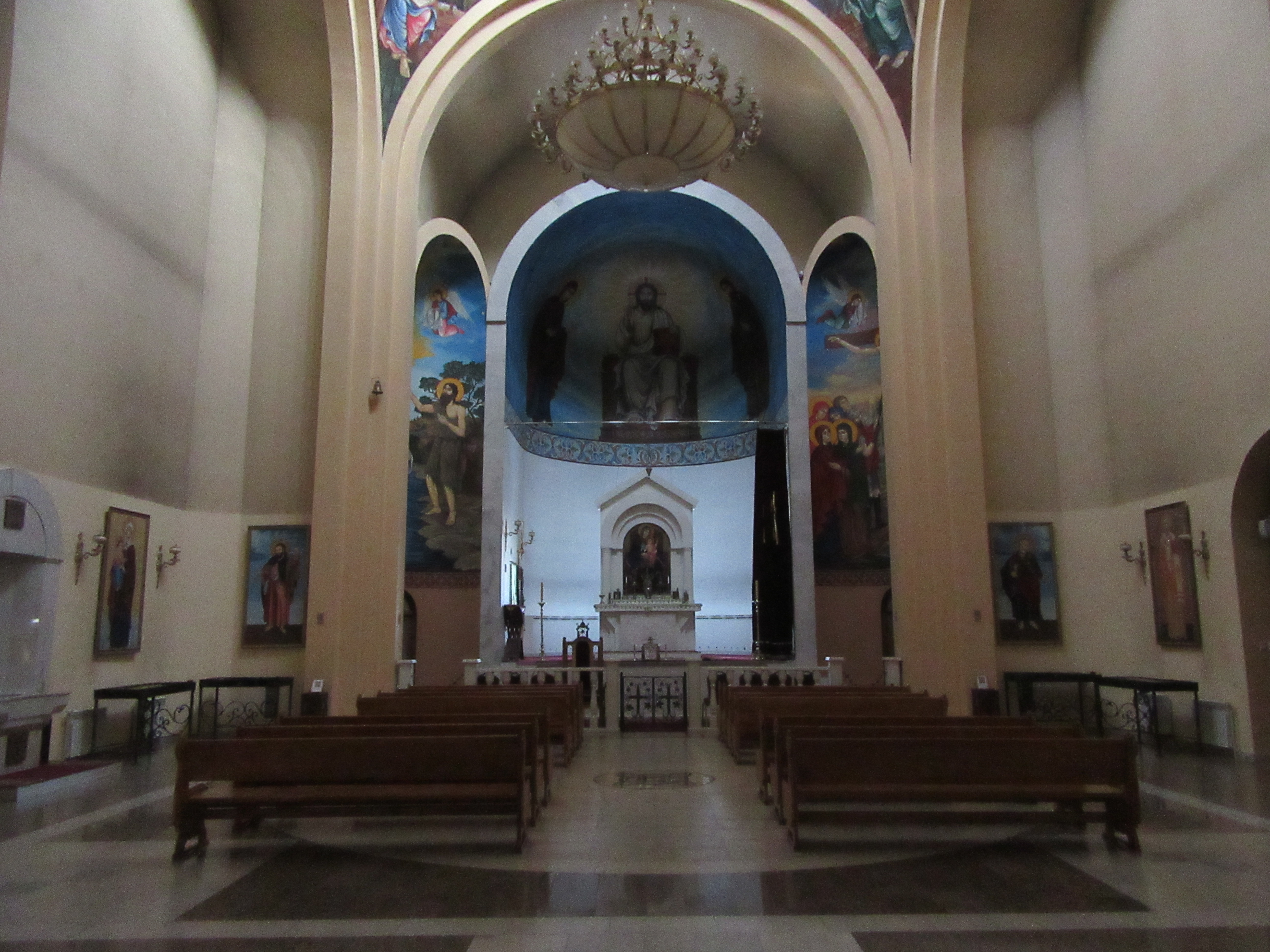
Убранство церкви
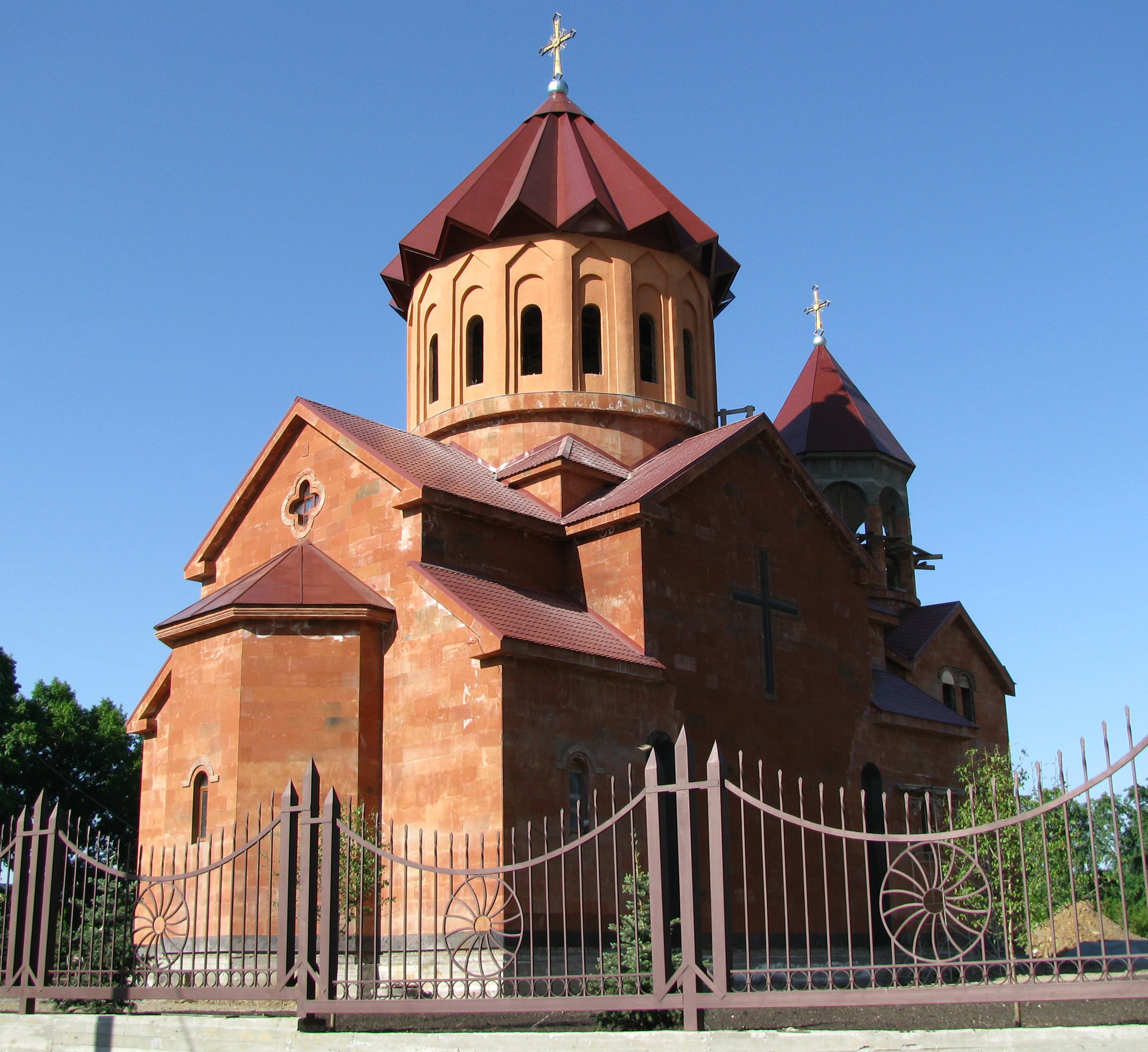
Вид на церковь